# 가미노촌 (오이타현)
가미노촌(上野村)은 오이타현 미나미아마베군에 설치되었던 촌이다. 현재의 사이키시에 해당한다.